# Villarreal Club de Fútbol 2021-2022
Questa voce raccoglie le informazioni riguardanti il Villarreal Club de Fútbol nelle competizioni ufficiali della stagione 2021-2022.

## Stagione
La stagione 2021-2022 del Villarreal è stata la 99ª dalla sua fondazione , che parte con la Supercoppa Europea giocata a Belfast allo stadio Windsor Park contro il Chelsea , persa ai calci di rigore dopo il risultato di 1-1 al termine dei tempi supplementari. Inoltre la stagione 2021-2022 é la 9ª consecutiva nella Liga, conclusosi col 7º posto che le permette di poter partecipare alla nuova competizione creata dalla UEFA, ossia la UEFA Europa Conference League. Inoltre, il Villarreal , a fronte di un percorso non straordinario in Coppa del Re conclusosi ai Sedicesimi di finale dopo la sconfitta contro lo Sporting Gijón, intraprende un favoloso cammino in UEFA Champions League. Si qualifica nel girone al 2º posto , dietro il Manchester Utd, battendo l'Atalanta nell'ultima e decisiva gara della fase a gironi, approdando prima agli ottavi, dove elimina la Juventus, e poi ai quarti, dove invece estromette a sorpresa il più quotato Bayern Monaco. Il suo cammino si ferma in semifinale, contro il Liverpool, in cui ,dopo la sconfitta dell'andata ad Anfield per 2-0, riesce a riequilibrare il punteggio del doppio confronto alla fine del primo tempo della partita di ritorno allo Stadio della Ceramica. Nel secondo tempo della gara poi il Liverpool ribalta il risultato del primo tempo, vincendo 3-2, ed estromettendo il Sottomarino giallo dalla competizione.

## Maglie e sponsor
| Casa | Trasferta | Terza maglia |

Sponsor ufficiale: Pamesa ceramiche

Fornitore tecnico: Joma

## Organico

### Rosa
| N. |                        | Ruolo | Calciatore              |
| -- | ---------------------- | ----- | ----------------------- |
| 1  | Spagna (bandiera)      | P     | Sergio Asenjo           |
| 2  | Spagna (bandiera)      | D     | Mario Gaspar (capitano) |
| 3  | Spagna (bandiera)      | D     | Raúl Albiol             |
| 4  | Spagna (bandiera)      | D     | Pau Torres              |
| 5  | Spagna (bandiera)      | C     | Dani Parejo             |
| 6  | Francia (bandiera)     | C     | Étienne Capoue          |
| 7  | Spagna (bandiera)      | A     | Gerard Moreno           |
| 8  | Argentina (bandiera)   | D     | Juan Foyth              |
| 9  | Spagna (bandiera)      | A     | Paco Alcácer            |
| 10 | Spagna (bandiera)      | C     | Vicente Iborra          |
| 11 | Nigeria (bandiera)     | A     | Samuel Chukwueze        |
| 12 | Ecuador (bandiera)     | D     | Pervis Estupiñán        |
| 13 | Argentina (bandiera)   | P     | Gerónimo Rulli          |
| 14 | Spagna (bandiera)      | C     | Manu Trigueros          |
| 15 | Paesi Bassi (bandiera) | C     | Arnaut Danjuma          |
| 16 | Senegal (bandiera)     | A     | Boulaye Dia             |

| N. |                           | Ruolo | Calciatore          |
| -- | ------------------------- | ----- | ------------------- |
| 17 | Spagna (bandiera)         | A     | Dani Raba           |
| 17 | Argentina (bandiera)      | C     | Giovani Lo Celso    |
| 18 | Spagna (bandiera)         | D     | Alberto Moreno      |
| 19 | Francia (bandiera)        | C     | Francis Coquelin    |
| 20 | Spagna (bandiera)         | D     | Rubén Peña          |
| 21 | Spagna (bandiera)         | A     | Yéremi Pino         |
| 22 | Algeria (bandiera)        | D     | Aïssa Mandi         |
| 23 | Spagna (bandiera)         | A     | Moi Gómez           |
| 24 | Spagna (bandiera)         | A     | Alfonso Pedraza     |
| 25 | Costa d'Avorio (bandiera) | D     | Serge Aurier        |
| 26 | Spagna (bandiera)         | D     | Jorge Cuenca        |
| 26 | Senegal (bandiera)        | A     | Nicolas Jackson     |
| 27 | Spagna (bandiera)         | D     | Adrián de la Fuente |
| 28 | Russia (bandiera)         | C     | Nikita Iosifov      |
| 34 | Spagna (bandiera)         | A     | Fer Niño            |
| 35 | Danimarca (bandiera)      | P     | Filip Jørgensen     |

## Risultati

### Primera División

#### Girone di andata
| Villarreal 16 agosto 2021, ore 20:00 CEST 1ª giornata | Villarreal             | 0 – 0 referto | Granada | Estadio de la Cerámica (7 838 spett.)\| Arbitro: \| Pablo González Fuertes \| |
| Arbitro:                                              | Pablo González Fuertes |               |         |                                                                               |

| Barcellona 21 agosto 2021, ore 19:30 CEST 2ª giornata | Espanyol               | 0 – 0 referto | Villarreal | Stadio RCDE (n.d. spett.)\| Arbitro: \| Jorge Figueroa Vázquez \| |
| Arbitro:                                              | Jorge Figueroa Vázquez |               |            |                                                                   |

| Arbitro: | César Soto Grado |

|                                   |           |                              |
| L. Suàrez 56’ Mandi 90'+5’ (aut.) | Marcatori | 52’ M. Trigueros 74’ Danjuma |

| Arbitro: | Valentin Pizarro Gomez |

|                                       |           |                     |
| Gerard 18’, 88’ Dia 27’, 76’ Pino 79’ | Marcatori | 44’ Pons 65’ Joselu |

| Maiorca 19 settembre 2021, ore 14:00 CEST 5ª giornata | Maiorca                 | 0 – 0 referto | Villarreal | Stadio de Son Moix (9 168 spett.)\| Arbitro: \| Carlos del Cerro Grande \| |
| Arbitro:                                              | Carlos del Cerro Grande |               |            |                                                                            |

| Arbitro: | Alejandro Muñiz Ruiz |

|                                                       |           |            |
| Pino 5’ M. Trigueros 39’ Danjuma 60’ A. Moreno 90'+4’ | Marcatori | 19’ Mojica |

| Madrid 25 settembre 2021, ore 21:00 CEST 7ª giornata | Real Madrid       | 0 – 0 referto | Villarreal | Stadio Santiago Bernabéu (23 985 spett.)\| Arbitro: \| Jesús Gil Manzano \| |
| Arbitro:                                             | Jesús Gil Manzano |               |            |                                                                             |

| Arbitro: | José María Sánchez Martínez |

|                    |           |  |
| Danjuma 45+1’, 69’ | Marcatori |  |

| Arbitro: | Adrián Cordero Vega |

|            |           |                     |
| Gerard 55’ | Marcatori | 26’ Torró 87’ Ávila |

| Arbitro: | Guillermo Cuadra Fernández |

|                                    |           |              |
| Raúl García 14’ Muniain 77’ (rig.) | Marcatori | 32’ Coquelin |

| Arbitro: | Alejandro Hernández Hernández |

|                                     |           |                           |
| P. Torres 43’ Dia 80’ Danjuma 90+5’ | Marcatori | 14’, 45+1’, 52’ A. Lozano |

| Arbitro: | José Luis Munuera Montero |

|                                |           |  |
| Guillamón 43’ Soler 77’ (rig.) | Marcatori |  |

| Arbitro: | Jesús Gil Manzano |

|                  |           |  |
| M. Trigueros 10’ | Marcatori |  |

| Arbitro: | Javier Alberola Rojas |

|               |           |            |
| B. Méndez 72’ | Marcatori | 27’ Gerard |

| Arbitro: | César Soto Grado |

|               |           |                                                |
| Chukwueze 76’ | Marcatori | 48’ F. de Jong 88’ Depay 90+4’ (rig.) Coutinho |

| Arbitro: | Carlos del Cerro Grande |

|             |           |  |
| Ocampos 16’ | Marcatori |  |

| Arbitro: | Mario Melero López |

|                             |           |  |
| Mandi 32’ Gerard 36’ (rig.) | Marcatori |  |

| Arbitro: | Jorge Figueroa Vázquez |

|          |           |                                 |
| Isak 32’ | Marcatori | 38’, 68’ Gerard 90+6’ Chukwueze |

| Arbitro: | Alejandro Hernández Hernández |

|                                                       |           |  |
| Dia 8’ P. Torres 13’ Gerard 37’, 79’ M. Trigueros 74’ | Marcatori |  |

#### Girone di ritorno
| Arbitro: | Javier Alberola Rojas |

|                          |           |                             |
| P. Torres 29’ Gerard 58’ | Marcatori | 10’ Á. Correa 67’ Kondogbia |

| Arbitro: | Valentín Pizarro Gómez |

|          |           |  |
| Boyé 78’ | Marcatori |  |

| Arbitro: | Miguel Ángel Ortiz Arias |

|                                                        |           |  |
| F. Russo 12’ (aut.) M. Trigueros 34’ Parejo 87’ (rig.) | Marcatori |  |

| Arbitro: | Pablo González Fuertes |

|  |           |                          |
|  | Marcatori | 41’ P. Torres 83’ Capoue |

| Villarreal 12 febbraio 2022, ore 16:15 CET 24ª giornata | Villarreal                  | 0 – 0 referto | Real Madrid | Stadio della Ceramica (17 894 spett.)\| Arbitro: \| José María Sánchez Martínez \| |
| Arbitro:                                                | José María Sánchez Martínez |               |             |                                                                                    |

| Arbitro: | Jesús Gil Manzano |

|                  |           |                                     |
| Milla 61’ (rig.) | Marcatori | 35’ (rig.), 39’, 81’ (rig.) Danjuma |

| Arbitro: | Ricardo de Burgos Bengoetxea |

|                                    |           |          |
| Y. Pino 14’, 20’, 45’, 53’ Dia 86’ | Marcatori | 65’ Bare |

| Arbitro: | José Luis Munuera Montero |

|           |           |  |
| Ávila 63’ | Marcatori |  |

| Arbitro: | Santiago Jaime Latre |

|            |           |  |
| Parejo 64’ | Marcatori |  |

| Arbitro: | Alejandro Hernández Hernández |

|             |           |  |
| Sobrino 90’ | Marcatori |  |

| Arbitro: | Adrián Cordero Vega |

|                       |           |  |
| J. Morales 69’, 90+1’ | Marcatori |  |

| Arbitro: | Carlos del Cerro Grande |

|             |           |                 |
| Pedraza 60’ | Marcatori | 43’ Raúl García |

| Arbitro: | Pablo González Fuertes |

|               |           |                            |
| Enes Ünal 63’ | Marcatori | 7’ Gerard 16’ M. Trigueros |

| Arbitro: | José Luis Munuera Montero |

|                         |           |  |
| Danjuma 10’ (rig.), 17’ | Marcatori |  |

| Arbitro: | Miguel Ángel Ortiz Arias |

|                            |           |               |
| Laguardia 4’ Escalante 31’ | Marcatori | 47’ Chukwueze |

| Arbitro: | Jesús Gil Manzano |

|              |           |              |
| Lo Celso 86’ | Marcatori | 90+5’ Koundé |

| Arbitro: | Isidro Díaz de Mera Escuderos |

|                  |           |                                                          |
| S. Guardiola 21’ | Marcatori | 3’, 88’ Pedraza 27’ Foyth 38’ P. Alcácer 45+1’ P. Torres |

| Arbitro: | Pablo González Fuertes |

|              |           |                        |
| Coquelin 43’ | Marcatori | 56’ Isak 73’ Zubimendi |

| Arbitro: | José Luis Munuera Montero |

|  |           |                           |
|  | Marcatori | 41’ Pedraza 55’ Moi Gómez |

### Coppa di Spagna
| Arbitro: | Pablo González Fuertes |

|  |           |                                                                                       |
|  | Marcatori | 17’, 22’ A. Moreno 28’ Mandi 37’ Alcácer 50’ Chukwueze 74’ Moreno 82’ Dia 87’ Iosifov |

| Arbitro: | Gil Manzano |

|              |           |                                                                                         |
| Armental 60’ | Marcatori | 8’, 13’ Alcácer 27’ (aut.) Duro Ceña 40’ Chukwueze 42’ Moi Gómez 67’ Trigueros 79’ Raba |

| Arbitro: | Muñiz Ruiz |

|                            |           |            |
| Đurđević 67’ Milovanov 88’ | Marcatori | 48’ Albiol |

### UEFA Champions League

#### Fase a gironi
| Arbitro: | Turpin |

|                           |           |                       |
| Trigueros 39’ Danjuma 73’ | Marcatori | 6’ Freuler 83’ Gosens |

| Arbitro: | Zwayer |

|                          |           |             |
| Telles 60’ Ronaldo 90+5’ | Marcatori | 53’ Alcácer |

| Arbitro: | Karasev |

|          |           |                                                         |
| Elia 77’ | Marcatori | 6’ Yéremi Pino 16’ Gerard 89’ A. Moreno 90+2’ Chukwueze |

| Arbitro: | Gözübüyük |

|                        |           |  |
| Capoue 36’ Danjuma 89’ | Marcatori |  |

| Arbitro: | Brych |

|  |           |                        |
|  | Marcatori | 78’ Ronaldo 90’ Sancho |

| Arbitro: | Taylor |

|                            |           |                            |
| Malinovskyi 71’ Zapata 80’ | Marcatori | 3’, 51’ Danjuma 42’ Capoue |

#### Fase a eliminazione diretta
| Arbitro: | Siebert |

|            |           |             |
| Parejo 66’ | Marcatori | 1’ Vlahović |

| Arbitro: | Marciniak |

|  |           |                                                   |
|  | Marcatori | 78’ (rig.) Moreno 85’ Torres 90+2’ (rig.) Danjuma |

| Arbitro: | Taylor |

|            |           |  |
| Danjuma 8’ | Marcatori |  |

| Arbitro: | Vinčić |

|                 |           |               |
| Lewandowski 52’ | Marcatori | 88’ Chukwueze |

| Arbitro: | Marciniak |

|                               |           |  |
| Estupiñán 53’ (aut.) Mané 55’ | Marcatori |  |

| Arbitro: | Makkelie |

|                     |           |                               |
| Dia 3’ Coquelin 41’ | Marcatori | 62’ Fabinho 67’ Díaz 74’ Mané |

### Supercoppa UEFA
| Arbitro: | Karasëv |

|                                                           |                      |                                                |
| Ziyech 27’                                                | Marcatori            | 73’ Gerard                                     |
| Havertz Azpilicueta Alonso Mount Jorginho Pulisic Rüdiger | Tiri di rigore 6 – 5 | Gerard Mandi Estupiñán Gómez Raba Foyth Albiol |

## Statistiche
Aggiornate al 12 aprile 2023 
| Competizione     | Punti | In casa | In casa | In casa | In casa | In casa | In casa | In trasferta | In trasferta | In trasferta | In trasferta | In trasferta | In trasferta | Totale | Totale | Totale | Totale | Totale | Totale | DR  |
| Competizione     | Punti | G       | V       | N       | P       | Gf      | Gs      | G            | V            | N            | P            | Gf           | Gs           | G      | V      | N      | P      | Gf     | Gs     | DR  |
| ---------------- | ----- | ------- | ------- | ------- | ------- | ------- | ------- | ------------ | ------------ | ------------ | ------------ | ------------ | ------------ | ------ | ------ | ------ | ------ | ------ | ------ | --- |
| Primera División | 59    | 19      | 10      | 6       | 3       | 40      | 18      | 19           | 6            | 5            | 8            | 23           | 19           | 38     | 16     | 11     | 11     | 63     | 37     | +26 |
| Coppa del Re     | -     | 0       | 0       | 0       | 0       | 0       | 0       | 3            | 2            | 0            | 1            | 16           | 3            | 3      | 2      | 0      | 1      | 16     | 3      | +13 |
| Champions League | 12    | 6       | 2       | 2       | 2       | 8       | 8       | 6            | 3            | 1            | 2            | 12           | 8            | 12     | 5      | 3      | 4      | 20     | 16     | +4  |
| Supercoppa UEFA  | -     | -       | -       | -       | -       | -       | -       | -            | -            | -            | -            | -            | -            | 1      | 0      | 1      | 0      | 1      | 1      | 0   |
| Totale           | -     | 25      | 12      | 8       | 5       | 48      | 26      | 28           | 11           | 6            | 11           | 51           | 30           | 54     | 23     | 15     | 16     | 100    | 57     | +43 |